# Passaverdura

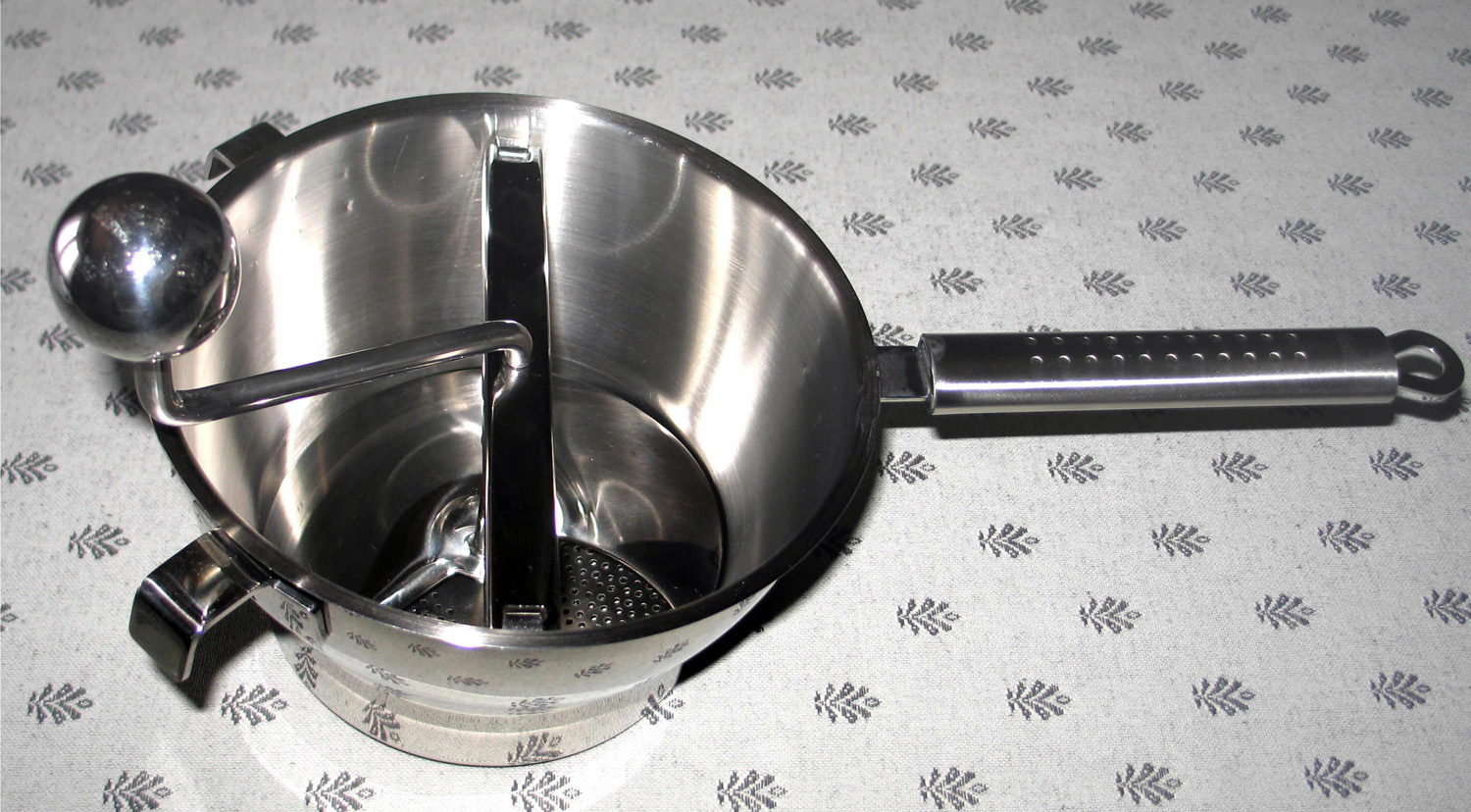
Passaverdura in acciaio inox

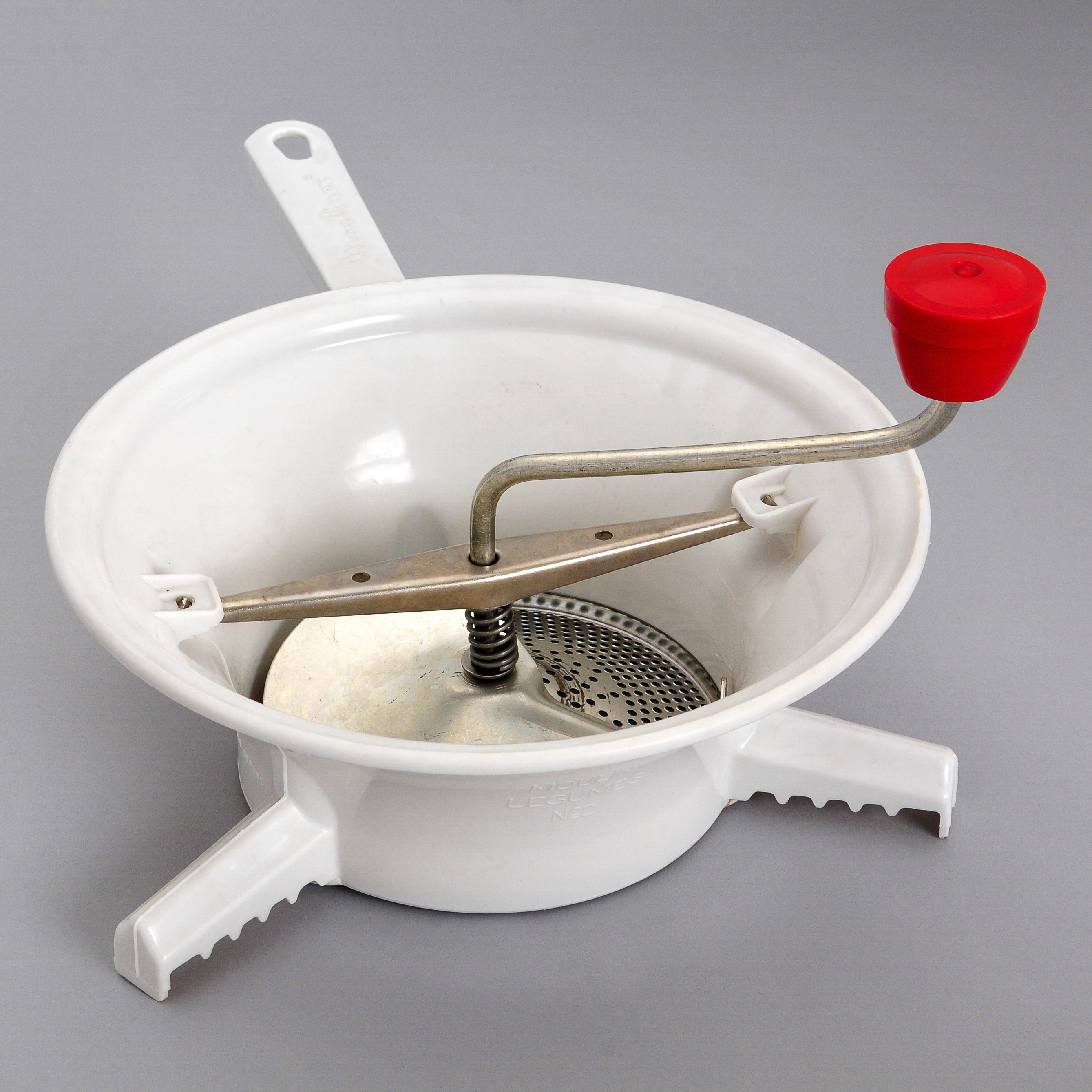
Moulin Legumes No.2

Il passaverdura (o passaverdure), chiamato anche passatutto, è uno strumento usato in cucina per schiacciare o spappolare alimenti morbidi. Compie l'operazione di passare al setaccio in modo semiautomatico e veloce anche materiali non tenerissimi. Strumento molto semplice ma efficiente, ha sostituito la stamigna e i setacci; a sua volta soffre la concorrenza dei moderni robot da cucina. Costruito in metallo, alluminio, lamiera stagnata o acciaio inox, può avere il contenitore in plastica. 

## Struttura
È formato da tre parti:
- contenitore: di forma troncoconica con un manico, non ha fondo ma un foro rotondo con incastro per bloccare i dischi del setaccio. Gancetti o piedini dentellati ripiegabili consentono di appoggiarlo saldamente sull'orlo di pentole o contenitori.
- setaccio: fondo forato intercambiabile con fori di dimensioni diverse per scegliere la grana di passatura corretta.
- elica: dotata di manico con pomolo, serve a schiacciare gli alimenti contro i fori del setaccio; una molla ed incastri permettono di toglierla per la pulizia.